# Digital8
Digital8 és un format de vídeo de Sony per al gran consum. La seva particularitat és que es basa totalment en l'estàndard DV, tot i que grava el senyal sobre una cinta de Video 8, de 8 mm d'ample. Les càmeres Digital8, llegeixen i graven en cintes 8mm, Hi8 o Digital8, aconseguint els millors resultats en les dues últimes. Les cintes Hi8 de 120 minuts, només en duren 60 en D8.

## Descripció
Aquest tipus de cinta va ser introduït per Sony el 1999 amb una gamma de càmeres Digital8 que també tenien la possibilitat de gravar. Les càmeres Digital8 poden gravar tant en cintes D8 com en cintes Hi8, gravant només la meitat de temps en aquestes últimes, ja que la quantitat de dades que s'emmagatzemen és més gran.
Les cintes D8, així com les videocàmeres Digital8, estan sent substituïdes actualment per formats més petits com DVC i MiniDV, i al seu torn, estan sent substituïdes per càmeres digitals d'alta definició, ja que poden emmagatzemar sobre una targeta de memòria i no sobre una cinta. No obstant això, les càmeres Digital8 i Hi8, així com les seves respectives cintes, segueixen sent molt utilitzades avui dia per la seva reduïda grandària i gran qualitat d'àudio i vídeo, a diferència del VHS, Betamax i el seu propi predecessor Video8 (8mm).